# Francis Masse
Pour l’article homonyme, voir Masse (homonymie).
Francis Masse, dit Masse, est un artiste français né le 21 août 1948, à Gap (Hautes-Alpes). Au début des années 1970, il se fait tout d'abord connaître grâce à ses sculptures, puis se tourne vers l’animation et la bande dessinée.
L'univers poétique de Masse est servi par un graphisme inédit où les scènes sont créées au moyen de trames, ainsi que par un travail subtil sur le relief, le cadre et les perspectives.
C'est surtout à partir de l'album Les Deux du balcon (1985) que Masse met l’accent sur les sujets scientifiques : physique, astrophysique, cosmologie, chaos, mécanique quantique, etc., et les extrapole avec nonsense.
On retrouve l'influence du travail de Masse dans le cinéma chez « son cousin anglais : le Terry Gilliam de Mad Magazine et des bricolages graphiques chez Monty Python (version nonsense) », ainsi que dans la bande dessinée chez « ses enfants perdus : le Daniel Goossens de L'Encyclopédie des bébés (version geek) et le Marc-Antoine Mathieu de L'Origine (version appliquée). »
L'univers à la fois érudit et décalé de Masse est salué et apprécié par ses pairs et par des scientifiques. Les personnages anonymes et saugrenus qu'il met en scène, avec leurs gros nez, leurs chapeaux et leurs manteaux, « obsolètes en tout » évoluent dans un monde parallèle où les codes sont surprenants. Frémion affirme qu'une œuvre forte ne parle qu'à postériori et que l'œuvre de Masse « caractérisera notre temps aussi sûrement que Callot, Le Caravage ou Daumier ».
À la fin des années 1980, Masse délaisse la bande dessinée et se consacre à la sculpture. Depuis 2007, Masse expose ses œuvres, réédite ses planches et ses albums et publie des ouvrages originaux.

## Biographie
Après le lycée, Francis Masse étudie aux beaux-arts de Nancy puis de Grenoble, c'est tout d'abord par ses sculptures qu'il se fait connaître, c'est un aspect méconnu de son travail, qui est pourtant redevenue son activité principale à partir des années 1990. Dès le début des années 1970, il réalise ses premières BD dont le « beckettien » Le Roi de le monde publié dans Le Canard Sauvage en 1973.
Il réalise des animations dont le graphisme qualifié d'« audacieux, inimitable et inclassable » préfigure le style particulier de ses bandes dessinées. Yves Frémion fait remarquer que son univers était en place dès le départ, « mais a progressé très vite graphiquement ». Masse utilise les hachures, les trames, le couché satiné. Le dessin est sombre, les trames détaillées proche de la gravure.
Masse présente un univers graphique qui incarne le courant post-1968 régnant dans la presse avant-gardiste du début des années 1970. Selon Romain Brethes, Masse fait partie de l'histoire de la bande dessinée pour avoir « épousé ses révolutions les plus radicales » et avoir participé à « ses expérimentations les plus fécondes ».
L'univers de Masse est souvent qualifié de surréaliste. Pourtant, Romain Brethes fait remarquer qu'il faudrait plutôt parler d'hyperréalisme, car, à la lecture de ces bandes dessinées, qui datent du début des années 1980, « on assiste, incrédule, à l'avènement prophétique » du monde des décennies à venir : les catastrophes écologiques, le monde du multimédia et du virtuel sont omniprésents avec la télévision, les jeux vidéo et les nouvelles technologies qui annoncent la société informatisée.

### Dessins animés
Il aborde entre 1970 et 72 l'animation dans l'association aaa (Atelier d'Animation d'Annecy) avec le délire de free jazz du Jugement dernier et le désopilant Cagouince migrateur. En 1973-74 avec Pink Splash Production (créée par Paul Dopff) connue pour son esprit assez underground, il réalise Évasion expresse, un court métrage combinant papier découpé animé et dessins animés sur cellulo, intégré avec les précédents films dans le programme Dessins animés et Cie projeté pendant plusieurs semaines en 1974 au Ciné-Halles à Paris. Yves Frémion, qui y a assisté, considère qu'ils sont « époustouflants, simples, efficaces, virtuoses, hilarants, de purs chefs-d’œuvre ».
Dans son compte rendu du festival de Grenoble 1974, un critique d'Art vivant définit le style d'« Évasion expresse » de « graphisme assez crumbien » et d'humour « splendidement noir ». « Évasion expresse » raconte l'histoire d'un bonhomme assis côté fenêtre dans un compartiment de train  qui se laisse aller à une vision fantasmée d'une apparition dans le défilement du paysage… jusqu'à une "apothéose".

### Bande dessinée
En parallèle de ses animations, Masse continue à réaliser des bandes dessinées, il a d'abord participé au fanzine de Poussin Gonocoque (1973-1974). À partir de là, les revues importantes de l'époque le sollicitent : Actuel, Le Canard Sauvage, L'Écho des savanes, Charlie Mensuel, Zinc, Hara-Kiri, Métal hurlant, Surprise et Fluide glacial.
Il publie dans Charlie n° 84 « Le Complot chromatique », une histoire en noir et blanc assez longue qui raconte l'irruption d'un petit détail rose vif. Yves Frémion fait remarquer que La Liste de Schindler reprend un concept analogue.
Ses planches sont regroupées sous forme d'album : Masse aux Éditions du Fromage en 1976, Mémoires d'outre terre chez AUDIE l'année suivante, deux volumes de L'Encyclopédie de Masse et deux volumes d'On m'appelle l'Avalanche aux Humanoïdes associés en 1982 et 1983. L'Avalanche est un personnage à l'aspect de sauvage qui porte un guidon de vélo en travers du nez, comme un os, il « laissera des traces chez Boucq. ». Après un Masse dans la collection « 30x40 » de Futuropolis en 1985 et Les Dessous de la ville chez Hoëbeke en 1985, Casterman réunit sous forme d'album les planches des Deux du balcon puis de La Mare aux pirates parus initialement dans (À suivre) en 1985 et 1987.
Dans Les Deux du balcon, « immense hommage à Flaubert », deux personnages de rang social très différents dissertent sur les grandes théories scientifiques que Masse détourne pour en proposer sa vision où la poésie, la fantaisie, l'humour et le nonsense côtoient la rigueur scientifique. Cet album est considéré comme un des plus représentatifs de son œuvre, pour Frémion il est évident que cet album est « une des plus grandes bandes dessinées jamais parues » et qu’elle représente un « démenti définitif » pour ceux qui croient que la littérature ou le cinéma sont « des arts supérieurs aux petits-miquets ».

### Culture
Pour construire son univers « prémonitoire, sombre, déglingué », Masse parsème son œuvre d’allusions, de clins d’œil et de pastiches avec lesquels il massacre la doxa.
Philippe Ducat fait remarquer que « le drame sombre » de Masse est son niveau de culture. Les références scientifiques qu’il utilise sont inhabituelles dans le monde de la bande dessinée et s’adressent à un lectorat averti. Ducat ajoute que des auteurs novateurs comme Winshluss, Trondheim, Killoffer, David B., Casanave, Blutch ou Gerner considèrent Masse « bien autrement ».
Ducat trouve qu'il y a du « William Hogarth chez Masse », ils ont en commun le nonsense, la satire de la société, l'humour grinçant et acerbe. Masse dessine sur du papier couché à gros grammage pour ensuite gratter de la matière, alors qu'Hogarth gravait au burin sur le métal pour ensuite l'imprimer. L'anglais confinait ses personnages dans une boîte pour expérimenter sur eux, en jouant sur l'espace-temps comme dans The False Perspective. Masse fait de même, « mais à un degré supérieur ».
L’œuvre de Masse est souvent comparée à celle de Goya, la caricature, la causticité et la satire sont mises en scène dans des univers cauchemardesques où règne la fantaisie. Selon Ducat le personnage « cucurbitacesque » de Masse fait penser aux portraits satiriques qu'André Gill publiait dans la presse satirique du Second Empire, ses mises en pages rappellent Little Nemo in Slumberland (1905-14) de Winsor McCay, les collages de Max Ernst, et les Prisons imaginaires de Giovanni Piranese (source revendiquée par Masse), il ajoute : « Ceci tient tout bonnement du prodige ».

### Science
Masse aborde largement les domaines scientifiques, en particulier à partir de L'encyclopédie de Masse (1982) et surtout dans Les Deux du balcon (1985). Philippe Ducat évoque un lien logique avec la « science amusante » de Tom Tit (1890), ouvrage où des expériences inutiles sont illustrées par des gravures à la limite du surréalisme qui ont inspiré René Magritte, et toujours selon Ducat, « La Science chez Masse confine à l'absurde », et il le compare à Jean-Pierre Brisset et Gaston de Pawlowski avec un humour proche de celui de Marcel Duchamp.
Le physicien et directeur de la collection « Science ouverte » au Seuil, Jean-Marc Lévy-Leblond, salue la volonté de Masse de diffuser la connaissance scientifique sous une forme « absolument nouvelle d'un amateur de science, au sens le plus noble du terme » et il précise que Masse puise son inspiration dans des références et des autorités comme Jouvet, Gould, Ruelle ou Aspect, et que cette caution est nécessaire pour épauler la vision délirante de la science contemporaine que Masse met en scène. Selon lui, Masse démontre la vérité scientifique profonde, car il fait remarquer que la science progresse en échappant au sens commun. Il ajoute qu'admirer la science ne doit pas empêcher de s'en amuser et qu'il y a de la place pour un « gai savoir ». Il termine en disant que Masse apporte une ouverture grâce à une scénographie neuve « qui échappe aussi bien à la plate illustration qu'à la douteuse métaphore. »
Lors de son entrevue avec Masse au festival Formula Bula en 2015, le physicien Étienne Klein fait un parallèle entre les travaux de Masse et l’œuvre de vulgarisation du physicien George Gamow qui, par le biais de son personnage M. Tompkins, explique avec un humour fantasque les grandes théories scientifiques.
Le cosmologiste Jean-Philippe Uzan lui rend hommage lors de la conférence « La Cosmologie en bande dessinée » (2011), en se référant à Alfred Jarry, il qualifie l'album (Vue d'artiste) de « pataphore novatrice » et propose de lui décerner symboliquement le titre de docteur ès 'Pataphysique de l'université Paris VI « avec mes félicitations à l'unanimité ».
Le mathématicien Cédric Villani, à l'occasion de la sortie de son album « Les Rêveurs lunaires » cite ses auteurs de bandes dessinées de référence et nomme Masse dans son carré d’as personnel de « grands auteurs fondateurs encore en activité » avec Edmond Baudoin, François Bourgeon, et Jacques Tardi. Il qualifie l'univers de Masse de déroutant au premier abord, mais précise qu'on est « largement récompensé de ses efforts quand on y plonge » et que « On m’appelle l’avalanche est à coup sûr une œuvre majeure du "neuvième art" ».

### Du réel aunonsense
Dans des propos rapportés par Gabrielle Lefèvre, Masse définit sa démarche et son humour en disant que le travail du dessinateur est de donner une représentation du réel, comme le fait le scientifique et que les deux démarches se complètent en précisant : « Évidemment, je suis plus libre que le scientifique ! Je suis seulement tenu à la poésie ». Il fait remarquer que lorsqu'un scientifique fait un effort de vulgarisation, il est obligé d'employer des paraboles, « cela devient quelquefois du Prévert ». Selon lui, la description du réel ne peut passer que par l'humour, car « l'humour est la grammaire de ce qui veut dire plusieurs choses à la fois ».
Vincent Baudoux parle du « non-sens » apparent de Masse et préfère le terme anglo-saxon de « nonsense » en se référant à Robert Benayoun (Les dingues du nonsense, Baland, 1984) qui considère que le nonsense est la logique extrapolée jusqu'à l'absurde, tandis que le terme français de non-sens traduit l'absence de logique.
Le qualificatif de nonsense est le plus adapté pour définir l'œuvre de Masse, c'est pourquoi il est plus apprécié par un lectorat ouvert à la culture anglo-saxonne.
Ainsi, lors de la sortie de son film Brazil, Terry Gilliam, le Monty Python américain, dit à Libération que parmi ses influences avouées il y a Goya, les comics underground américains et la bande dessinée française, avec une admiration rare pour Masse : « Fabuleux ! J'adorerais faire un film avec lui, et il continue de m'épater ».
De même, lors d'une interview par le journal Les Inrockuptibles, Art Spiegelman cite Masse avant Crumb et Tardi en disant que ce qu'il fait est incroyable « son travail est important et très largement sous-estimé ». Dans cet article, son style y est décrit comme des strips « passés à la paille de fer d'un cynisme rigolard ».

### Masse et le monde de la bande dessinée
Bien que Masse ait publié dans de nombreuses revues et réalisé une vingtaine d'albums, il n'a jamais suscité l'engouement du public habituellement féru de bande dessinée, pourtant son œuvre est souvent plébiscitée par la critique et par des artistes qui le citent comme référence.
Pour Willem, Masse était en 1982 « le plus grand ». Thierry Groensteen évoque en 1984 la « massôlatrie » régnant au sein de l'équipe des Cahiers de la bande dessinée.
Yves Frémion conclut sa courte biographie de Masse en disant que c'est un artiste d'envergure, vivant, drôle, qui a quelque chose à dire.
On peut lire dans La lettre des Sables d'Olonne de mars-avril 2007 que Masse est unique, son univers est « sombre et fantastique », l'auteur précise que Masse est le premier et « encore le seul » à avoir traité de problèmes scientifiques dans la bande dessinée avec « sérieux et fantaisie », il qualifie le style de « vulgarisation intelligente » et c'est un genre « plutôt distractif, plutôt sous-estimé », tout en précisant que l'écriture se rapproche de celle de Raymond Queneau ou Marcel Aymé : « On doit le lire comme un auteur ».
Benoît Gilles dit que Masse est reconnu comme l'un des « précurseurs des libertés nouvelles » de la bande dessinée.
Lors du Festival d'Angoulême 2012, Art Spiegelman présente Masse comme une des personnalités importantes de son journal new-yorkais RAW.
En 2007, le musée de l'Abbaye Sainte-Croix des Sables d'Olonne organise une rétrospective des dessins et des films d'animation de Masse ainsi qu'une exposition de ses sculptures. L'Association réédite On m'appelle l'Avalanche. Le Seuil édite L'Art attentat, un recueil d'anciennes planches mises en couleur par Pakito Bolino. Le Dernier Cri édite Tsunami au musée, un jeu de l'oie en tirage limité. De février à avril 2009, il figure avec Stéphane Blanquet, Gilbert Shelton, Joost Swarte et Chris Ware dans l'exposition « Quintet » du Musée d'art contemporain de Lyon. Depuis 2011, il commence à rééditer ses albums ainsi que des ouvrages originaux chez Glénat. Fin 2014 reparaît une Nouvelle Encyclopédie de Masse considérablement augmentée d'une cinquantaine de planches totalement inédites, de dessins d'humour ainsi que des planches jamais rééditées, l'artiste y redessine de nombreuses planches et réécrit les dialogues.

## Filmographie
- 14 juillet, 1971. Réalisé en pixilation.
- Le Cagouince Migrateur, 1971.
- Le Jugement dernier, 1972.
- Évasion expresse, 1973. Diffusé à l'émission Pop2 de l'ORTF le samedi 3 novembre 1973 (émission disponible sur le site internet de l'INA).
- Le Clap, 1973. À l'origine fait pour un film basé sur le principe des cadavres exquis et réalisé par un collectif d'auteurs.
- La première ascension du Mont Blanc par un Français, 1974. Il existe 20 minutes de rushs de ce film produit par la société Cinémation et diffusées dans les années 1970 lors d'une émission de Michel Lancelot.
- Chimère, 1986. Court métrage de quatre min.
- La Loi du chaos, 2002. Script original (bible littéraire et graphique) de 26 épisodes créé par Masse pour une série télévisée en animation. Le script est disponible.

## Publications
Liste extraite de la bibliographie détaillée

### Revues
- Gonocoque, Auto-produit, 1973-1974.
- Zinc, Le POP, 1973-1974.
- Actuel, Novapress, 1973-1974.
- Le Canard Sauvage, Glénat, 1973-1974.
- Zeno, Le bourricot magique, circa 1975.
- Newlife, Newlife Éditions,circa 1975.
- Fantasmagorie, Glénat, 1974-1976.
- L'Écho des savanes, Éditions du Fromage, 1974-1977.
- Charlie Mensuel, Éditions du Square, 1974-1976.
- La Gueule ouverte, Éditions du Square, 1974-1975.
- Hara-Kiri, Éditions du Square, 1975-1976, 1985.
- Surprise, Éditions du Square, 1976.
- BD, Éditions du Square, 1978.
- Fluide glacial, AUDIE, 1975-1978, 2017-2018.
- Métal hurlant, Les Humanoïdes Associés, 1975-1977, 1980-1987.
- (es) Metal hurlant, es:Editorial Nueva Frontera, 1981-1987 (1ère série).
- (en)RAW, Françoise Mouly & Art Spiegelman, 1982-1985.
- (es) El Vibora, La Cúpula, 1982.
- (nl) Zwaar Metal, Édition hollandaise de Métal hurlant, nl:CentriPress, 1982-1983.
- Viper, Sinsemilla Éditions, 1984.
- Rigolo, Les Humanoïdes Associés, 1984.
- Zoulou, Novapress, 1984.
- (da) Total Metal, Édition danoise de Métal hurlant, Udgives af Interpresse, 1984-1986.
- (sv) Epix, Édition suédoise de Métal hurlant, Tryckt hos Vaasa, circa 1984-1986.
- L'Intox, SHIFT Éditions, 1985.
- Hebdogiciel, SHIFT Éditions, 1985-1986.
- Marcel, SEH (SHIFT Éditions), 1986.
- Le Lynx, AANAL, 1986.
- Le Petit Journal de Télérama, supplément parisien à Télérama, 1983-1985.
- (À suivre), Casterman, 1982-1990.
- (el) ΠΑΡΑ-ΠΕΝΤΕ (PARA-PENTE), ΓΙΩΡΓΟΣ ΜΠΑΖΙΝΑΣ ΒΑΛΤΕ, 1987-1988.
- (de) U-Comix, de:Alpha-Comic Verlag, 1987.
- (it) Dolce vita, GEDIT spa, 1989.
- (en) RAW V2, Françoise Mouly & Art Spiegelman, 1991.
- Le Petit Psikopat, rubrique La gazette du Midi Viticole, Éditions du Zébu, 1989.
- Fluide glacial, AUDIE, Série OR n°80 du 20/09/2017, n°81 du 21/12/2017, n°82 du 21/03/2018, n°85 du 20/12/2018.
- Spirou, Dupuis, Spirou vs. Fluide Glacial, n°4195 du 5/09/2018.

### Illustrations d'articles
- Dossier de Court Métrage, Glénat, 1974.
- Le Matin, circa 80.
- Marie-Claire, circa 80.
- La Recherche, circa 1985-1986.
- Le Français dans le monde, n° 200, Hachette, 1986.
- 9e Art, n° 13, Janvier 2007, Bande dessinée et philosophie par Hélène Gaudy, Laurent Gerbier, Catherine Ternaux, Thierry Groensteen.

### Divers
- Illustration sur les Camions poubelles de Lyon, Octobre 1986 (cf. Le Lynx et Bennes dessinées).
- Journal Le Monde, une publicité pour les hôtels Méridien. Prix du dessin publicitaire de presse 1982.
- Voyage en carnivorie, Synopsis de film, circa 1985.

### Albums
- F. Masse, Éditions du Fromage, coll. « L'Écho des Savanes présente », 1976.
- Mémoires d'outre-terre, AUDIE, coll. « Fluide Glacial », 1977[18].
- Encyclopédie de Masse, Les Humanoïdes Associés :

1. Tome 1 : A-H, 1982.
2. Tome 2 : I-Z, 1982.

- On m'appelle l'Avalanche, Les Humanoïdes Associés :

1. On m'appelle l'Avalanche : Tome 1, 1983.
2. On m'appelle l'Avalanche : Tome 2, 1983.
  - Réédition en un seul volume, L'Association, 2007.

- Masse, Futuropolis, coll. 30/40, 1985.
- Les Dessous de la ville, Hoëbeke, 1985.
- Les Deux du balcon, Casterman, coll. « Studio (A Suivre) », 1985. Réédition Glénat, coll. « 1000 feuilles », 2011.
- La Mare aux pirates, Casterman, coll. « Studio (A Suivre) », 1987. Réédition Glénat, coll. « 1000 feuilles », 2013.
- Tsunami au musée, Le Dernier Cri, 2007.
- Cahier de l'Abbaye Sainte-Croix, les trames sombres de Masse, Le Dernier Cri, 2007.
- L'Art attentat, Le Seuil, 2007.
- (Vue d'artiste), Glénat, coll. « 1000 feuilles », 2011.
- Contes de Noël, Glénat, coll. « 1000 feuilles », 2012. Réédition du Masse en « 30x40 » avec une histoire supplémentaire « Les pommes ».
- Le Modèle Standard, Le Chant des muses, coll. « Zorro Zébré », 2012.
- Elle, L'Association, coll. « Espôlette », 2014.
- La Nouvelle Encyclopédie de Masse : A-M, Glénat, coll. « 1000 feuilles », 2014.
- La Nouvelle Encyclopédie de Masse : N-Z, Glénat, coll. « 1000 feuilles », 2015.
- Les Deux du Dock, Galerie Dock Sud, 2015.
- La Minute de Silence, Super Loto Éditions, coll. « Banco », 2015.
- La Dernière Séance, L'Association, coll. « Patte de mouche », 2016.

### Affiches
- Films d'animation : Dessins animés et Cie.
- Théâtre : Comédie des Alpes, Ils viennent jusque dans nos draps....
- Théâtre : Compagnie de la mouche.
- Exposition: de bandes dessinées : Musée de Grenoble, 1977.
- Théâtre : Compagnie Le grand nuage de Magellan, Le printemps (Denis Guénoun), Saison 1984-1985, Trèfle Publicité.
- Court métrage : 7e Festival de Clermont-Ferrand, Février 1985.
- Exposition : La science par la bande, Paris – La Villette, 13 mars 1986.
- Exposition : Les trames sombres de Masse, Musée de l'Abbaye Sainte‑Croix – Sables-d'Olonne, 2007.

### Collectifs
- Érotisme et pornographie dans la BD, Glénat, 1978.
- (de) Eine grafische kunst der französische comic p. 42-43, Elefanten Press, 1980.
- Nimbus présente le grand orchestre, Cumulus, 1980.
- Permis de sourire, Le Cherche midi, 1985.
- Architectures de bande dessinée, Institut français d'architecture, 1985, p. 88.
- Bennes dessinées, recueil des dessins réalisés sur les camions poubelle de Lyon - 1200 exemplaires - commandité par le Musée Saint-Pierre, Carton Éditions, 1986.
- Art et innovation dans la bande dessinée européenne p. 249-255, Éditions de Buck, 1987.
- Nous Tintin. 36 couvertures imaginaires, Éditions du Lion, 1987.
- Le Cas Marsupilami, 20 couvertures pour Spirou et Fantasio, Éditions du lion, 1987.
- À chacun son chat, Albin Michel, 1987, p. 229.
- The New Comics Anthology, Bob Callahan, Collier Books, 1991.
- La Revanche des régions, Éditions Glénat, 1992, p. 45.
- Astérix, Barbarella et Cie., Somogy, 2000.
- 100 cases de Maîtres, Cité internationale de la BD, 2010.
- Cent pour cent bande dessinée, Cité internationale de la BD, 2010.
- Variations sur un même ciel, Éditions La ville brûle, 2012, p. 339-341.
- Fluide Glacial au Louvre, Éditions Fluide Glacial-Audie, Collection Album Fluide Glacial, 2018.

## Œuvres originales acquises par des musées
- Le coup de la panne, par le musée de Grenoble.
- Le Miquepithèque, par le musée de la bande dessinée d'Angoulême.

## Expositions
- Les maîtres de la bande dessinée européenne. Collective. Bibliothèque nationale de France. Paris, 2000-2001.
- CNBDI - Cité Internationale de la Bande Dessinée et de l'Image. Angoulême, 2001.
- Les trames sombres de Masse. Rétrospective personnelle. Musée d’art contemporain de l’Abbaye Ste Croix. Les Sables d’Olonne, 2007.
- La Bande Dessinée s’attaque au musée. Collective. Musée Granet. Aix en Provence, 2008.
- Quintet. Collective avec Shelton, Ware, Swarte, Blanquet. Musée d’art contemporain. Lyon, 2009.
- Le musée privé. Une histoire mondiale de la Bande Dessinée par Art Spiegelman. Collective. Musée de la Bande Dessinée. Angoulême, 2012.
- Alternatives. Collective. Centre d’art contemporain Georges Pompidou. Cajarc, 2013.
- Une histoire de Charlie. Rétrospective collective. Musée de la Bande dessinée. Angoulême, 2015.
- Ils parlent par images. En couple. Galerie Dock-Sud. Sète, 2015.
- Enfin Masse !. Personnelle. Invité d’honneur du festival Formula Bula, . Paris, 2015.
- Le Modèle Standard. Personnelle. Festival « Les Utopiales ». Nantes, 2016.
- Tables et festins. Collective. Couvent Sainte Cécile. Grenoble, 2017.